# Emocore.se
Emocore.se är ett svenskt internetcommunity som grundades 2008 och har 83 000 medlemmar, 933 000 skrivna blogginlägg, 5 818 000 postade forumsinlägg och 175 000 uppladdade bilder 2022. 
Sidan riktar sig till ungdomar med alternativa musik- och klädstilar, så som emo och alternativrock . Emocore är också ett forum där nystartade band kan visa upp sig och bl.a. Seremedy var kända på sidan innan de slog igenom 
2016 såldes sidan till samma firma som tagit över både dayviews.com och hamsterpaj.net 